# Universidad Autónoma de Chiriquí
La Universidad Autónoma de Chiriquí (UNACHI), es la tercera institución de educación superior de cinco universidades estatales en Panamá, la primera universidad de carácter autónomo y la primera de la región occidental del país, dedicada a la generación, recepción y transmisión del conocimiento.
A partir del 1° de abril de 1995 (Ley 26 de 1994), esta universidad comenzó el proceso de transición y separación de la Universidad de Panamá, lo cual produjo una serie de cambios y funciones, que hasta ese momento habían sido orientadas desde la Universidad de Panamá, en la capital del país.

## Historia
El nacimiento de la Universidad Autónoma de Chiriquí, se da desde el momento en que la Universidad de Panamá inició su presencia en Chiriquí por medio de cursos de verano en la ciudad de David en el año 1951, bajo la dirección del Dr. Octavio Méndez Pereira, para convertirse más tarde en 1958, en Extensión Universitaria, posteriormente en 1969, pasó a ser el Centro Regional Universitario de Chiriquí (CRUCHI) y posteriormente en la Universidad Autónoma de Chiriquí.

## Organización

### Sedes, Centros e Instituto
Posee sedes regionales y extensiones, creadas con el objetivo de brindarle la oportunidad de obtener una educación universitaria, a personas que residen en lugares apartados, y que de otra manera, no podrían optar por obtener una educación superior. Dichos centros son:
- Centro Regional de Barú (CRUBA)[9]
- Centro Regional Universitario Chiriquí Oriente (CRUCHIO)[10]
- Centro Regional Universitario de Tierras Altas (CRUTA)[11]
- Extensión Universitaria de Boquete
- Universidad Popular de Alanje (UNIPAL)

### Facultades
- Administración de Empresas y Contabilidad
- Administración Pública
- Arquitectura
- Ciencias de la Educación
- Ciencias Naturales y Exactas
- Comunicación Social
- Derecho y Ciencias Políticas
- Economía
- Enfermería
- Humanidades
- Medicina